# 三浦理奈
三浦 理奈（みうら りな、2004年1月1日 - ）は、日本のタレント。

## 経歴
2016年、第41回ホリプロタレントスカウトキャラバンにて審査員特別賞を受賞し芸能界入り。
2024年8月号より女性ファッション誌Ray専属モデル。

## 人物
趣味はカラオケ、走ること。

## 出演

### テレビドラマ
- 記憶捜査2〜新宿東署事件ファイル〜（2020年11月27日、テレビ東京） - 斎藤美羽役
- 私の卒業 第2期（2021年2月19日、YouTube） - 綾香役
- 真犯人フラグ（2021年10月10日、日本テレビ）
- 准教授・高槻彰良の推察（2021年8月14日、フジテレビ） - 夏目春役
- 全っっっっっ然知らない街を歩いてみたものの Season2（2022年3月19日、フジテレビ） - 女子高生役
- ロマンス暴風域（2022年7月6日 - 8月3日、MBS・TBS） - 神谷悠乃 役[3]
- #who am I（2023年3月8日 - 22日、フジテレビ） - 青井日葵 役[4]
- シガテラ（2023年4月8日 - 6月24日、テレビ東京） - 田島あいこ 役[5]
- ビリオン×スクール（2024年7月5日 - 9月13日、フジテレビ） - 相場寧々 役[6]
- ウルトラマンアーク 第20話（2024年11月30日、テレビ東京） - 伴ツグミ 役
- Dr.アシュラ 第7話（2025年5月28日、フジテレビ） - 咲希 役[7]

### 配信ドラマ
- 舞妓さんちのまかないさん（2023年1月12日、Netflix） - 由美 役
- 『ビリオン×スクール』FODオリジナルストーリー（2024年9月13日、FOD） - 相場寧々 役[8]

### 映画
- リスタートはただいまのあとで（2020年9月4日） - 水島香苗役
- 水深ゼロメートルから（2024年5月3日） - リンカ役[9]

### 広告
- カラオケまねきねこ「ZEROカラ」二代目イメージキャラクター（2019年 - ）[10]
- 8代目おけいはん - 京阪電気鉄道イメージキャラクター（2022年 - ）[11]